# Villa Wigman

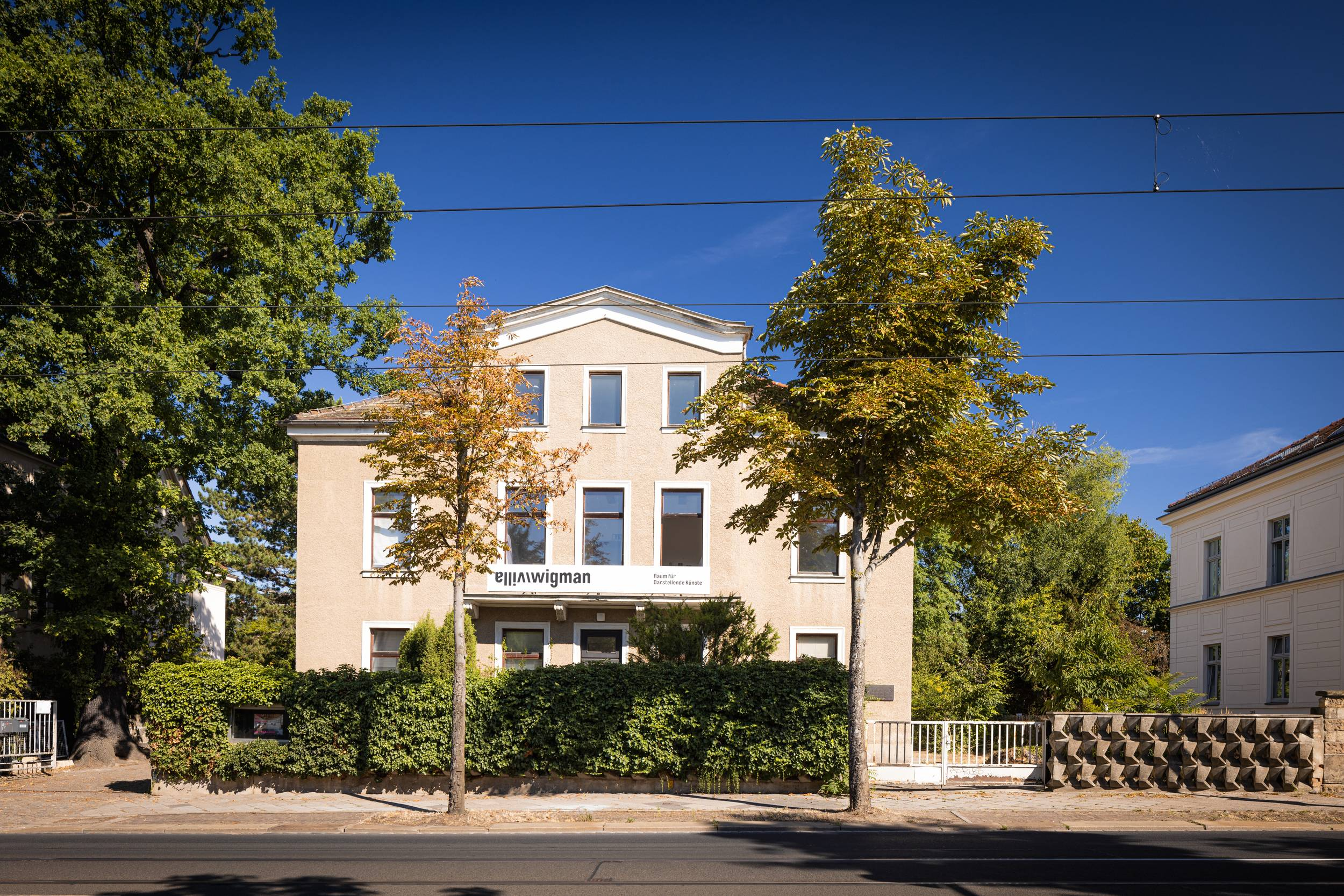
Villa Wigman (2022)

Die Villa Wigman (derzeitige Eigenschreibweise villa\wigman) ist ein ehemaliges großbürgerliches Wohnhaus in Dresden im Stadtteil Radeberger Vorstadt, Bautzner Straße 107. Das unter Denkmalschutz gestellte Bauwerk besteht im Wesentlichen aus der straßenseitigen Villa von 1856 und zwei Saalanbauten. Überregionale Bekanntheit erlangte sie als Haus der Tänzerin, Tanzpädagogin und Choreografin Mary Wigman, die zwischen 1920 und 1942 dort wohnte und an diesem Ort eine Schule für Tanz einrichtete.
Heute ist die Villa Wigman ein Produktionsort der freien darstellenden Künste, insbesondere des Tanzes.

## Geschichte

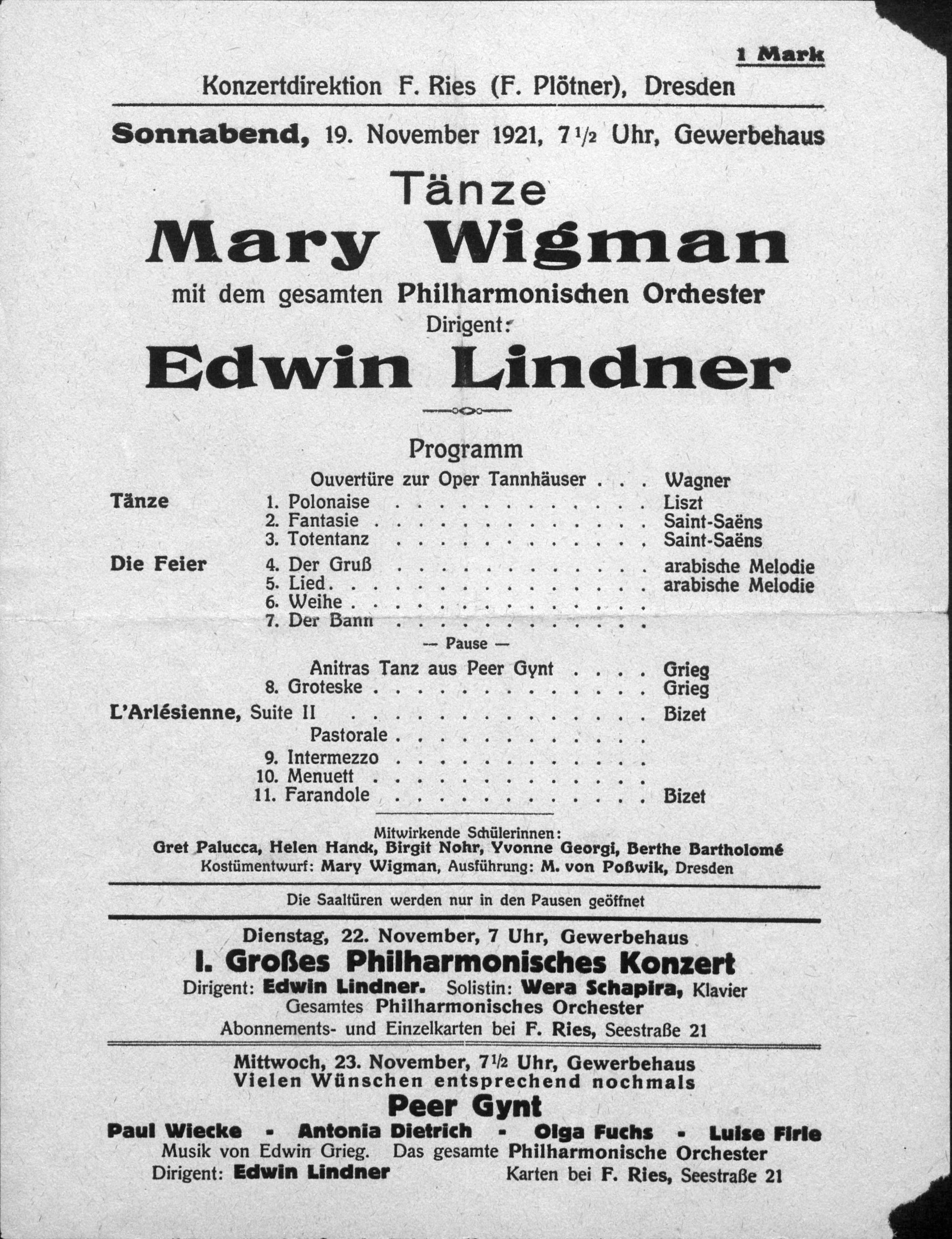
Auftritt der Wigman-Schule im Gewerbehaus 1921, Tanz u. a. von Gret Palucca

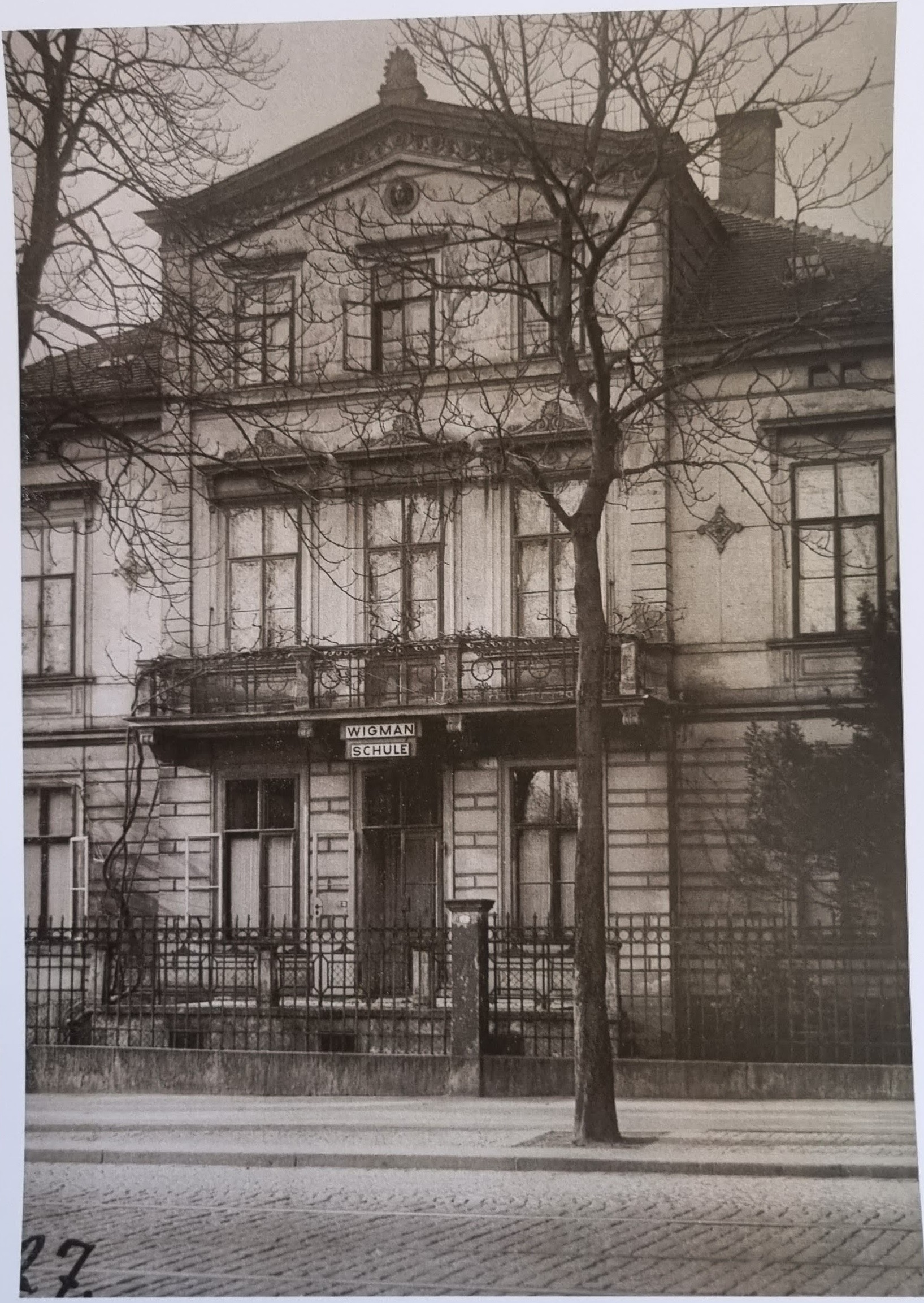
Wigman-Schule (1927)

### Schule für Tanz zwischen 1920 und 1942
Mary Wigman studierte zwischen 1910 und 1911 in Dresden-Hellerau bei Émile Jaques-Dalcroze und bei Suzanne Perrottet rhythmische Gymnastik, fühlte sich dort jedoch künstlerisch unbefriedigt.
Im Jahr 1920 kehrte sie für einen Soloabend zurück nach Dresden, in dessen Rahmen ihr neuartiger Tanzstil und die Kraft des tänzerischen Ausdrucks enthusiastisch gefeiert wurden. In der Dresdner Zeit hatte Wigman Kontakte zur lebendigen Kunstszene der Stadt, beispielsweise zu Ernst Ludwig Kirchner. Der Generalstreik im Zuge des Kapp-Putsches im März 1920 hielt Wigman in Dresden fest. Sie blieb und gründete im selben Jahr ihre Schule für Tanz in der Villa Schillerstraße 17 (seit dem 1. Juni 1926 Bautzner Straße 107). Die sanierungsbedürftige Villa kaufte sie mit dem Geld ihrer Freundin und ehemaligen Schülerin Berthe Trümpy. Ab 1921 fanden erste Aufführungen mit ihrer Tanzgruppe statt.
1924 erhielt die Schule die staatliche Anerkennung als Berufsausbildungsschule für Tanz und Gymnastik. Wigman richtete eine sogenannte Meisterklasse ein. In dieser bildete sie die Tänzerinnen aus für ihre erste Tanzgruppe, die 1923 an die Öffentlichkeit trat. Darunter waren Gret Palucca und die spätere Pionierin des US-amerikanischen Modern Dance, Hanya Holm. Motivation Wigmans für ihren Tanzunterricht war die Selbstbefreiung der Tänzerinnen und die Entwicklung ihrer Gaben. Sie sah ein Verblassen und Absterben des klassischen Balletts und damit den Bedarf für Schulen, „in denen die Begabungen sich ihrem Wesen nach entwickeln können“.

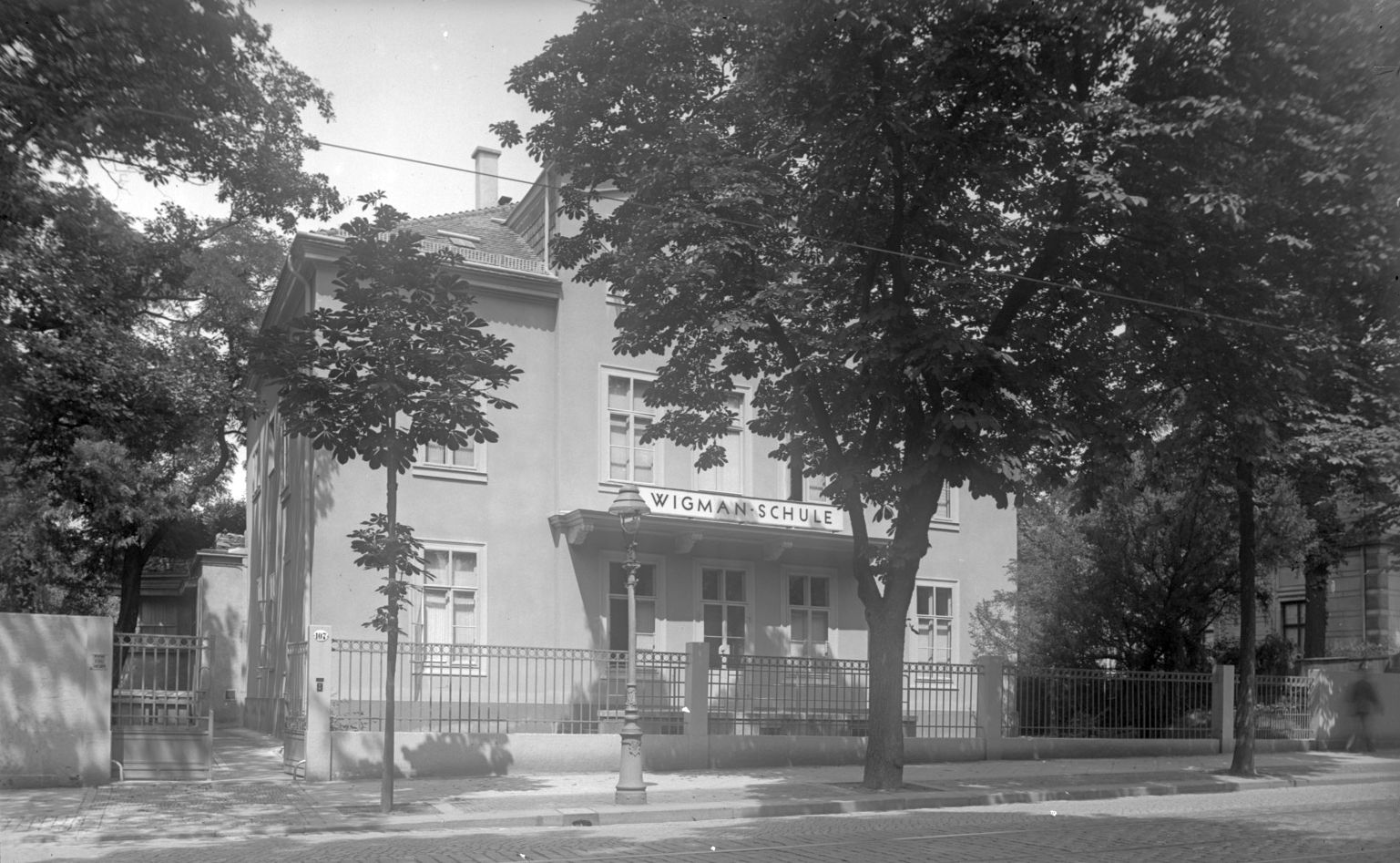
Wigman-Schule (vor 1942)

Mit privaten und öffentlichen Mitteln konnten 1927 Umbau und Erweiterung der Villa finanziert werden. 60 Prozent der Mittel kamen aus dem Ausland, vor allem aus der Schweiz. Diese ermöglichten die Verlegung des Tanzunterrichts vom Haupthaus in die Saal-Anbauten, wo etwa vier Mal so viel Fläche zur Verfügung stand. Bei der Eröffnung am 11. Dezember 1927 sprach neben Wigman auch der Ingenieur Ernst Schlegel. Schlegel war bis 1929 Mitglied im Verwaltungsrat der „Mary Wigman Schule“ in Dresden. Zum Zeitpunkt der Eröffnung der Villa besuchten etwa 360 Schüler die Wigman-Schule in Dresden.

„Die freundliche kleine Villa im Dresdener Cottage, die Fräulein Wigman vor kurzem in Betrieb genommen und dem Tanz geweiht hat, ist ein rechtes Kloster. Strengste Klausur trennt sie von der Außenwelt. Nichtbeschäftigten ist der Eintritt verboten.“

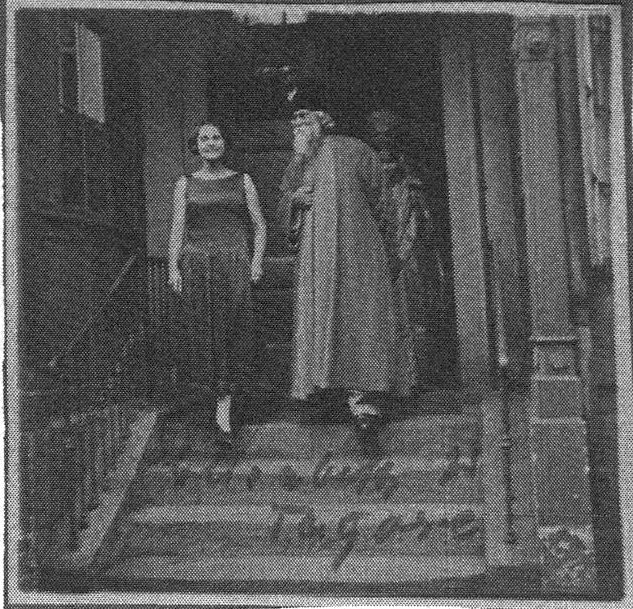
Wigman mit Rabindranath Tagore am Hintereingang der Wigman-Schule

Bis 1942 wohnte, tanzte, choreografierte und unterrichtete Wigman in der Villa. In dieser Zeit waren unter anderem der indische Philosoph und Tänzer Rabindranath Tagore am 3. Oktober 1926, die spanische Nationaltänzerin La Argentina, der indonesische Tänzer Raden Mas Jodjana und die sowjetische Ballerina Anna Pawlowna Pawlowa zu Gast.
Die 22 Dresdner Jahre waren für Mary Wigman der Höhepunkt ihres künstlerischen Schaffens: Hier kreierte sie international gefeierte Solo- sowie Gruppenwerke und prägte Generationen von Tänzer-Persönlichkeiten. Damit legte sie den Grundstein für eine eigenständige moderne Tänzerausbildung und den German Dance, der seine Strahlkraft in die ganze Welt hinein entfaltete. Mary Wigmans Schule wurde in der Presse weltweit als „Tempel der Tanzkunst“ und „deutsche Hochschule des Tanzes“ gepriesen.
Wigman beendete 1942 ihre aktive Laufbahn als Tänzerin. Sie verkaufte die Schule an die Stadt. Zum Abschied schrieb sie am 2. April 1942 in ihr Tagebuch: „Diese, meine Schule gibt es von heute an nicht mehr. Ich habe sie 1920 gegründet. 22 lange Jahre: Liebe, Mühe, Sorge, auch Freude – Anfang – Aufbau – Ausbau – gute Zeiten, schlechte Zeiten. Nun verschwindet nicht nur der Name an diesem Haus, auch der Geist geht fort. Wie mag diese Stätte in einem Jahr aussehen?“ Am 21. Mai 1942 zog Wigman aus. Letztlich musste die Künstlerin Dresden auf Druck der Nationalsozialisten verlassen und zog nach Leipzig um.

### 1942 bis 2017: Konservatorium und „Kleine Szene“
Die Stadt Dresden integrierte die Villa als Tanzabteilung in das städtische Konservatorium.
Die Choreografin Dore Hoyer konnte von 1945 bis 1948 das teilweise zerstörte Haus übernehmen und es für ihr Dresdner Tanzstudio unter schwierigsten Bedingungen nutzen, bevor sie 1949 nach West-Berlin ging.
Zu Beginn der 1950er Jahre ging die Villa in das Staatseigentum der DDR über, die Räume erfuhren eine bauliche Veränderung. In der Villa war dann das Ballett der Sächsischen Staatsoper mit Administration und Probensälen ansässig. Hier entstanden in den Folgejahrzehnten durch Choreografen wie Tom Schilling und Harald Wandtke aufsehenerregende Tanzstücke.
1983 zogen die Tänzer in das Funktionsgebäude der neu eröffneten Semperoper. Es entstand die Idee einer kleinen Bühne der Semperoper; insbesondere, als das Dresdner Kleine Haus ab 1988 nur noch vom Staatsschauspiel Dresden genutzt wurde.

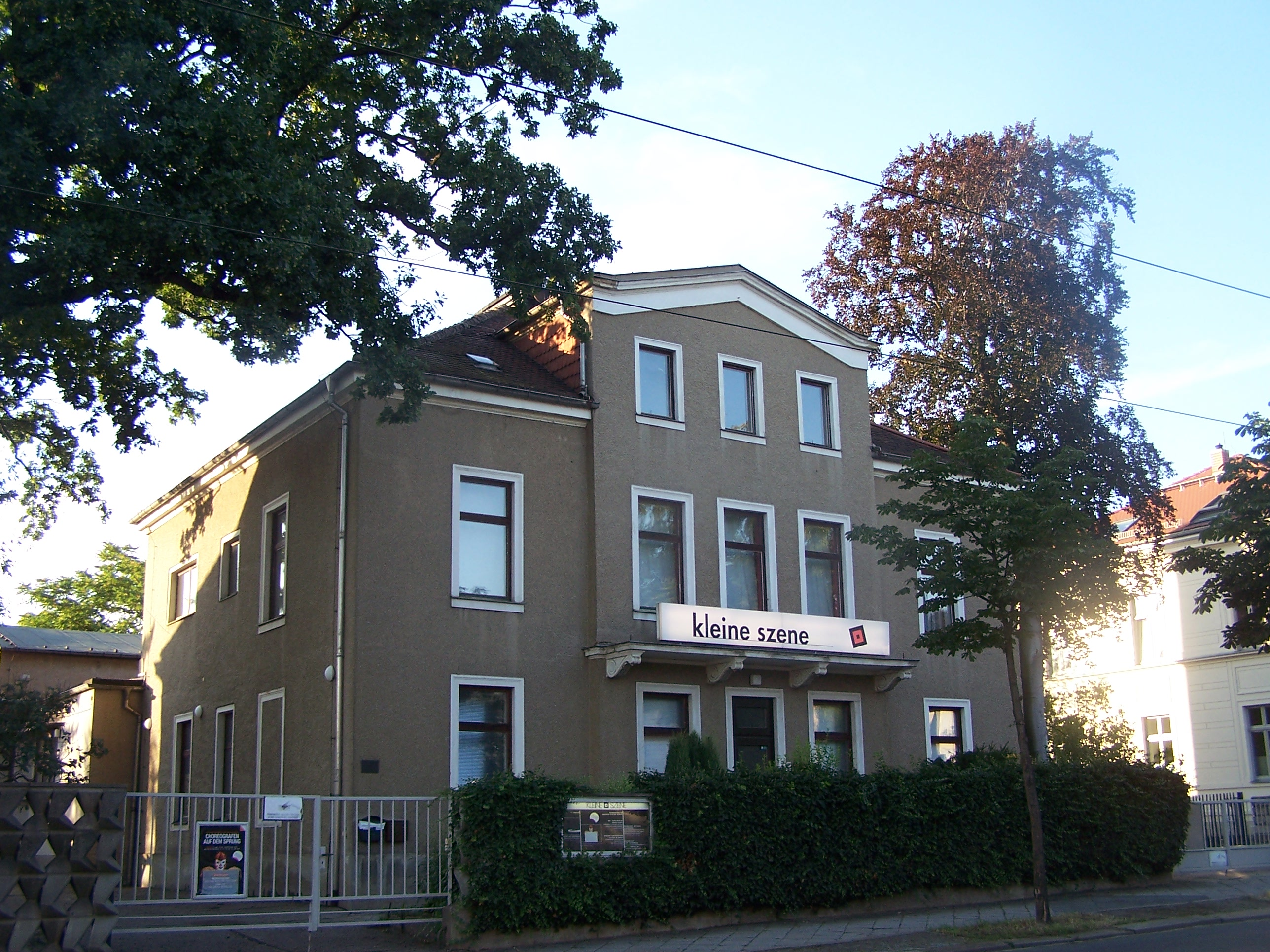
Kleine Szene (2009)

Im September 1988 wurde die Villa nach umfangreichen Umbauarbeiten am Ballettsaal und dem gesamten Gebäude als „Kleine Szene“ wiedereröffnet. Der Saal bot anfangs Platz für 85, später 99 Besucher. Im ersten Jahr fanden 120 Veranstaltungen statt, vor allem Inszenierungen für Kinder; 1993 schon 350 Veranstaltungen. Ab 1990 war das Haus Eigentum des Freistaats Sachsen.

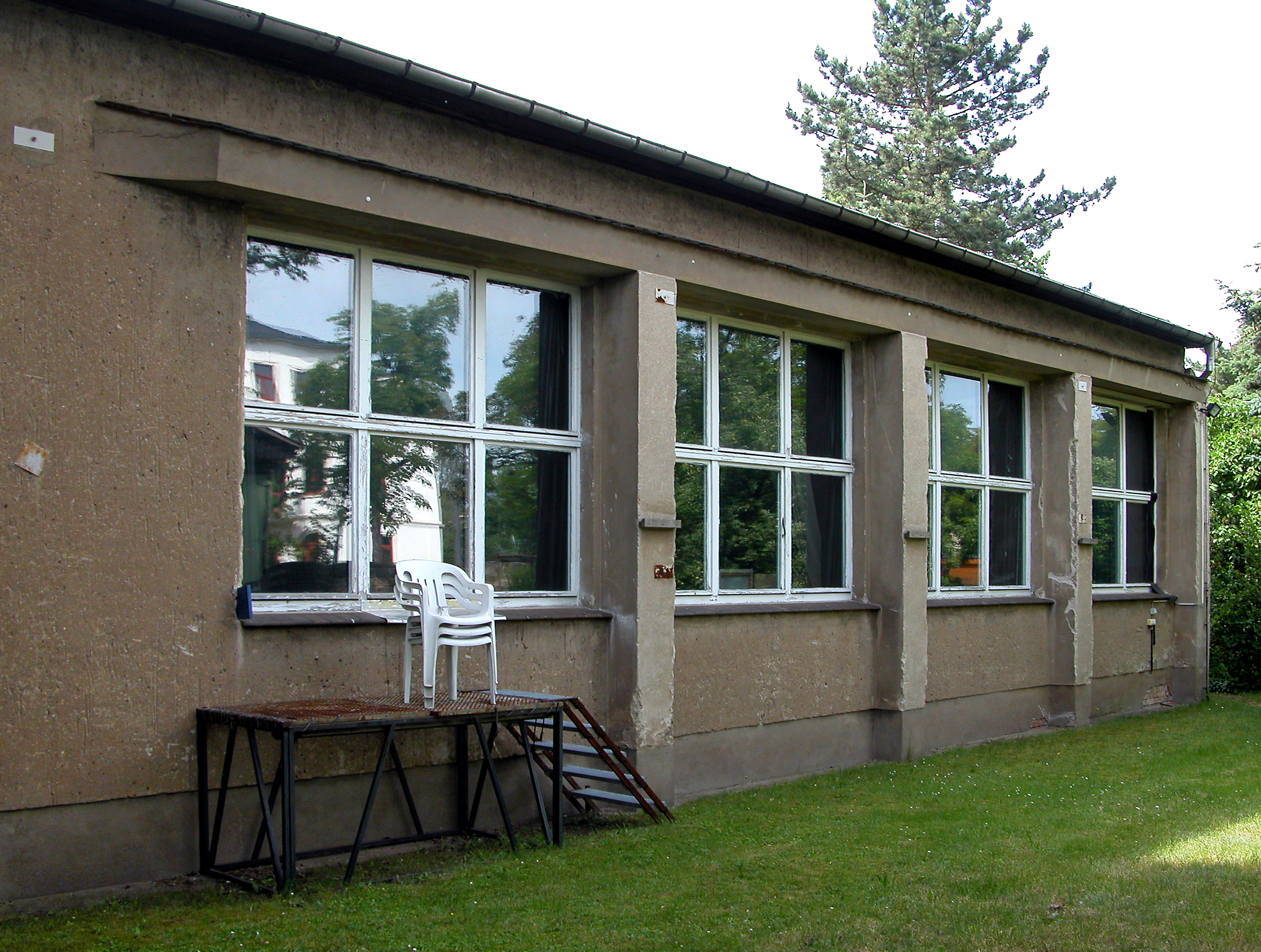
Großer Saal, Ansicht vom Garten (2012)

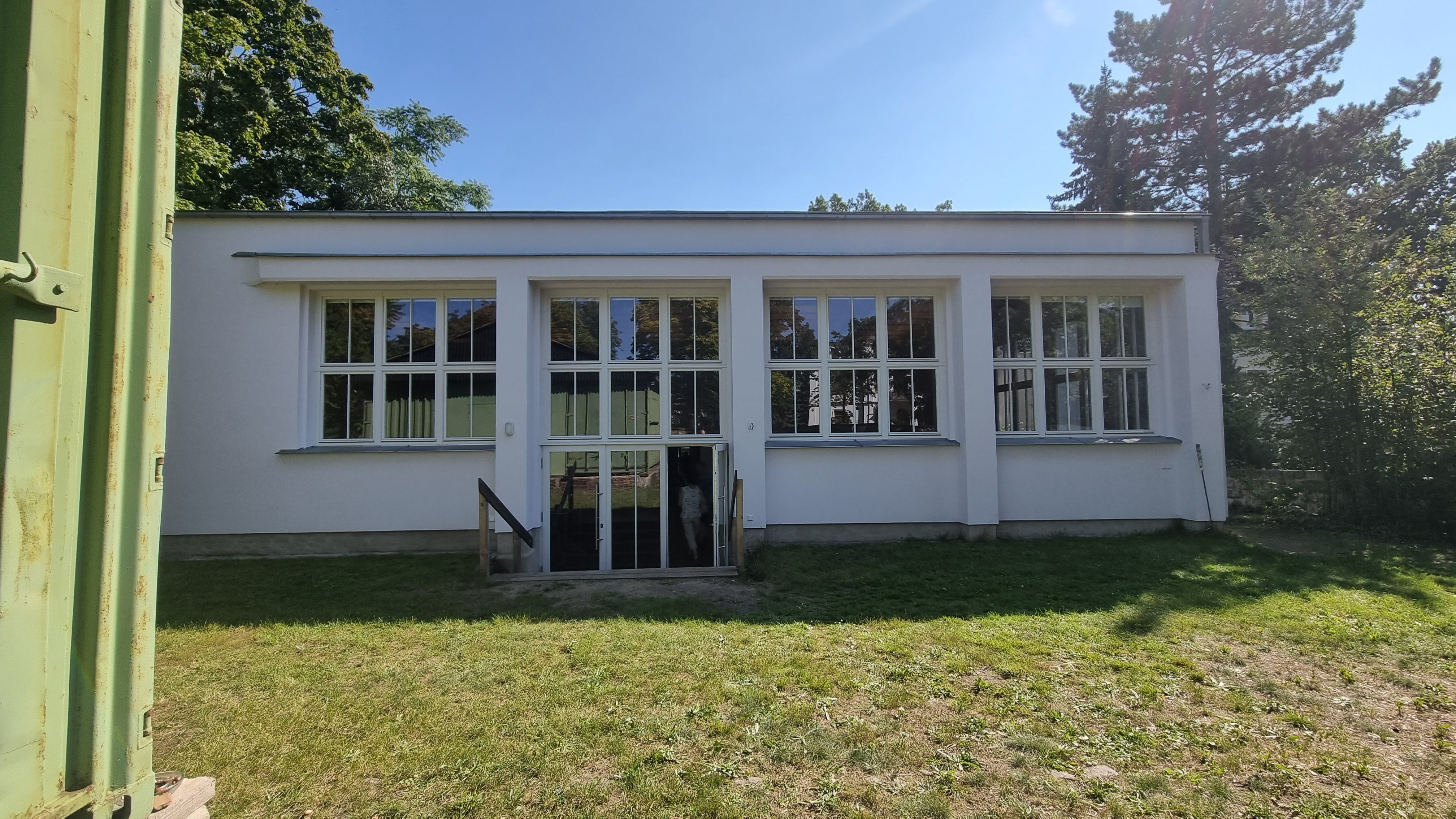
Großer Saal, Ansicht vom Garten (2023)

Bis Februar 2017 wurde das Gebäude zunächst als Spielstätte und ab 2014 als Probebühne „Kleine Szene“ der Sächsischen Staatsoper Dresden genutzt. Ebenfalls 2014 entstand der Plan, am Postplatz ein Probenzentrum für die Sächsischen Staatstheater zu errichten. Mit diesem Zentrum wollte die Staatsoper die Probebühne in der „Kleinen Szene“ aufgeben und die Immobilie sollte in die allgemeine Verwertung gelangen. Um den Verlust eines wertvollen historischen Ortes für eine kulturelle, und der Öffentlichkeit zugänglichen Nutzung abzuwehren, bildete sich aus dem TanzNetzDresden und weiteren Tanz- und Kunstschaffenden eine Initiative mit zahlreichen Unterstützern von Dresdner Institutionen und Kulturpolitikern der Landeshauptstadt Dresden und des Landes Sachsen.
Auf Initiative von Bündnis 90/Die Grünen fand am 19. März 2014 im Projekttheater eine Gesprächsrunde mit Tanzschaffenden, Kulturpolitikern und Presse statt, um sich über den Ist-Stand zu informieren und eine künftige Nutzung und Modelle einer möglichen Betreibung zu beraten. Am 6. November 2014 stellte die Abgeordnete Annekatrin Klepsch eine kleine Anfrage an den Präsidenten des Sächsischen Landtages Matthias Rößler über „Die Perspektive des Mary Wigman Hauses/ Kleine Szene in Dresden als Ort der freien Tanzszene“. In der Antwort von Finanzminister Georg Unland vom 9. Januar 2015 hieß es: „Im Rahmen der Verwertung könnte die landeseigene Liegenschaft Bautzner Str. 107 der freien Tanzszene Dresden bzw. der LH Dresden überlassen werden.“ Am 28. Mai 2015 wurde über einen Stadtratsbeschluss der Dresdner Oberbürgermeister beauftragt, mit dem Freistaat Sachsen Verhandlungen aufzunehmen, um die ehemalige Wigman-Schule zu erhalten und als Produktionshaus für die freie Tanzszene Dresdens nutzbar zu machen. Im Februar 2017 gab es verschiedene Förderzusagen für das Projekt „Bautzner Straße 107, Past Present Future“ durch TANZFONDS ERBE, eine Initiative der Kulturstiftung des Bundes, der Kulturstiftung des Freistaates Sachsen und der Landeshauptstadt Dresden, Amt für Kultur und Denkmalschutz, mit einem Gesamtvolumen von 110.000 Euro im Zeitraum April 2017 bis Juni 2018 mit den Kooperationspartnern Institut für Theaterwissenschaft Leipzig/ Tanzarchiv Leipzig, Hochschule für Musik und Darstellende Kunst Frankfurt am Main, Hochschule für Bildende Künste Dresden, Societaetstheater Dresden und Europäisches Zentrum der Künste Hellerau.
Im Februar 2017 zog die „Kleine Szene“ aus dem Haus aus. Anschließend stand es leer. Am 17. August 2018 beschloss der Stadtrat den Kauf der Immobilie vom Freistaat Sachsen zu einem Vorzugspreis von 290.000 Euro mit anschließender Ausschreibung für einen Erbbaurechtsvertrag. Im Juni 2018 bewarb sich der Verein „Villa Wigman für Tanz e. V.“ auf die Ausschreibung. Am 13. März 2019 erhielt der TANZPAKT Dresden eine Förderzusage mit einem Gesamtvolumen von circa 1,1 Millionen Euro, davon 524.000 Euro von TANZPAKT Stadt-Land-Bund aus Mitteln der Beauftragten der Bundesregierung für Kultur und Medien, 200.000 Euro vom Sächsischen Staatsministerium für Wissenschaft, Kultur und Tourismus, 50.000 Euro von der Treubau-Stiftung sowie 326.000 Euro über verschiedene kommunale Mittel und ungesicherte Drittmittel. Davon sollten etwa 400.000 Euro in die Sanierung der Villa fließen.
Am 27. Mai 2019 beschloss der Stadtrat den Erbbaurechtsvertrag der Landeshauptstadt Dresden mit dem „Villa Wigman für Tanz e. V.“. Im August erfolgten der Lasten- und Besitzübergang und die Schlüsselübergabe. Zum 13. November 2019, dem 133. Geburtstag Mary Wigmans, konnte ein Einweihungsfest mit Tag der offenen Tür und einem Podiumsgespräch gefeiert werden.

### Seit 2019: Villa Wigman für Tanz

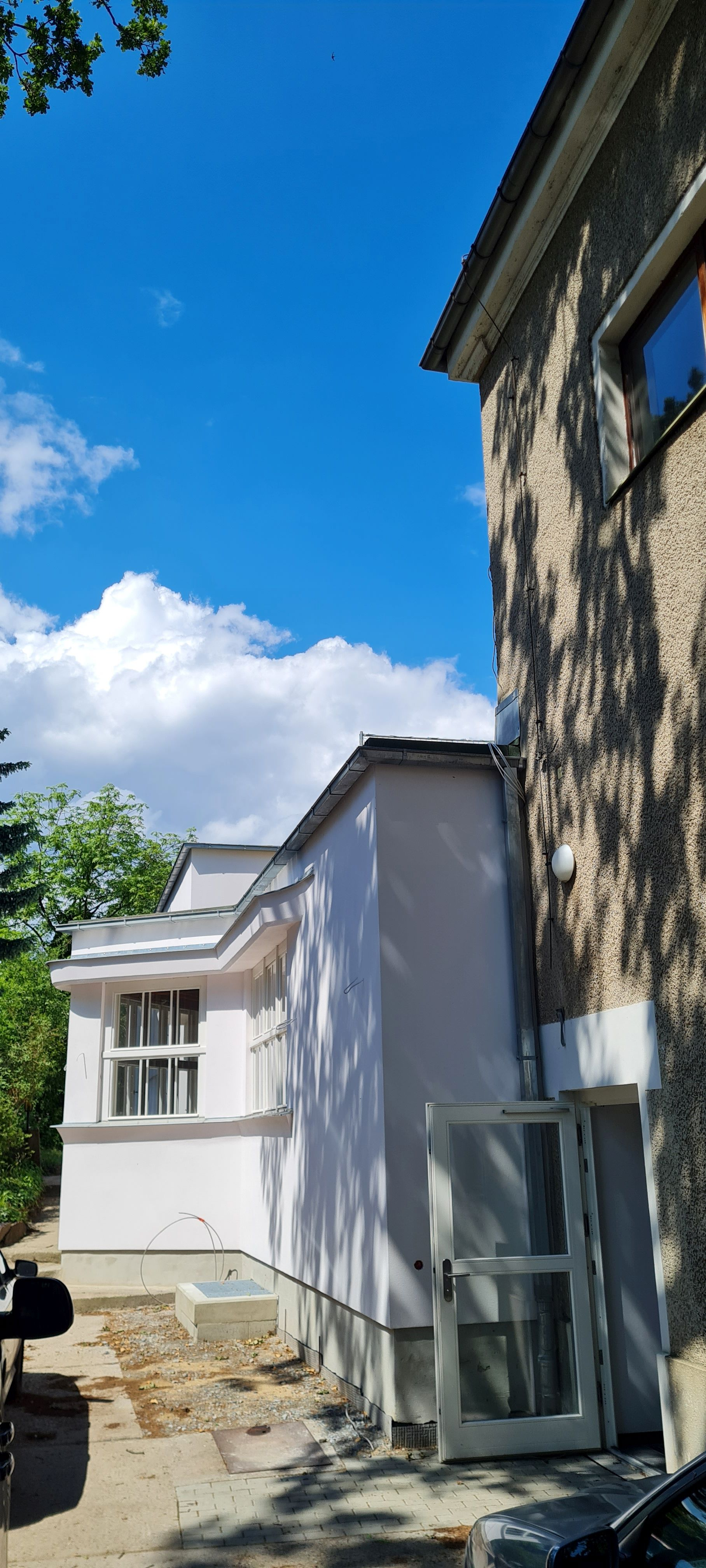
Westseite mit Villa, Zwischenbau und Saalanbau

Der Verein „Villa Wigman für Tanz e. V.“ betreibt das historische Gebäudeensemble als Produktionsort für die Darstellenden Künste und saniert es fortlaufend. Es wird als Proben- und Produktionszentrum der Freien Tanzszene sowie weiterer Kunstschaffender der Darstellenden Künste genutzt.
Seit 2019 erfolgt eine Sanierung des Gebäudeensembles. Einzelne Bauabschnitte wurden gefördert durch den „TANZPAKT Dresden-Stadt, Land, Bund“ (2019–2021), den „TANZPAKT in residence“ (2022–2024), das Sächsische Ministerium für Wissenschaft, Kultur und Tourismus, die Landeshauptstadt Dresden sowie Mitteln der Volker-Homann-Stiftung, der Hermann-Reemtsma-Stiftung und Spenden.

## Schutzstatus

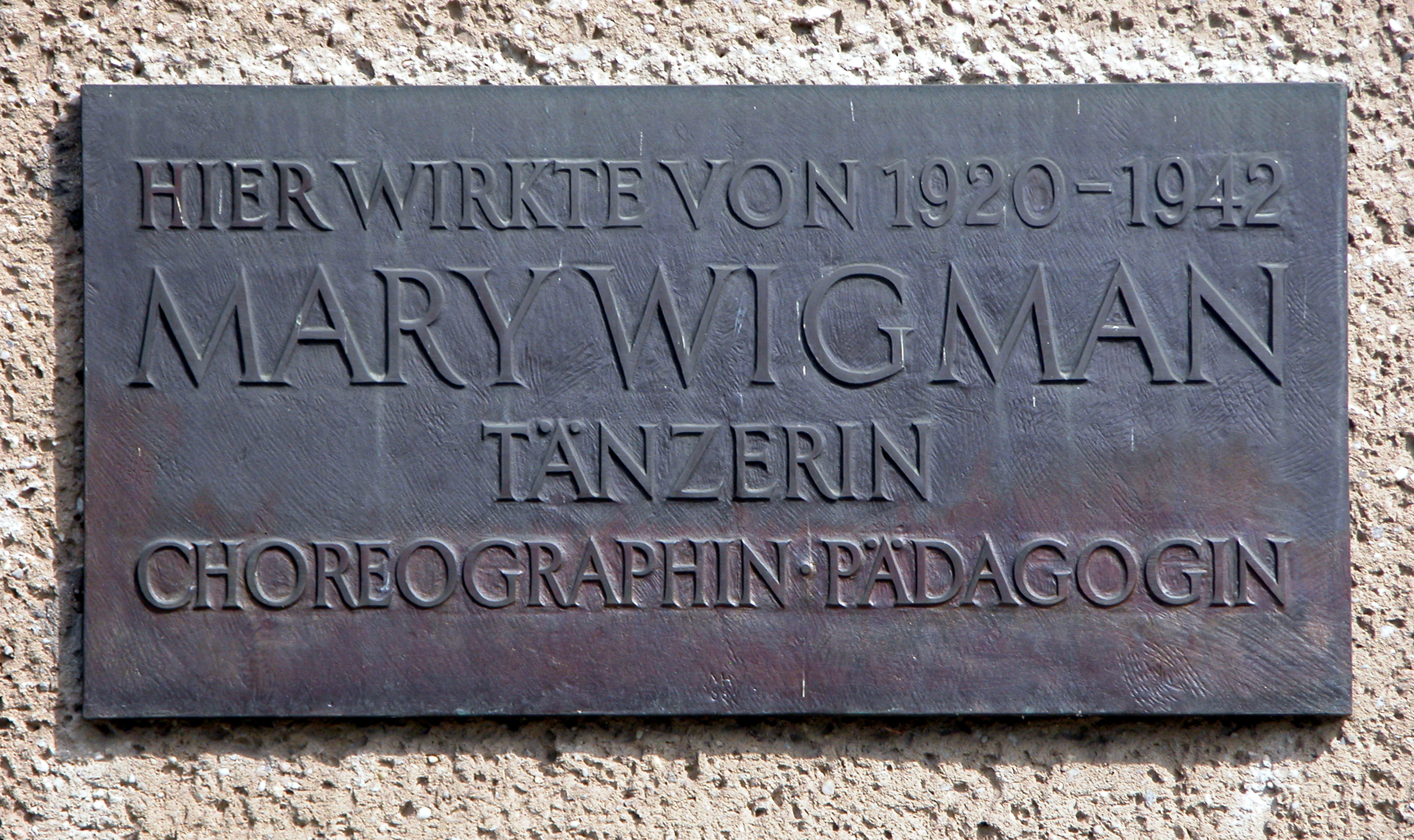
1987 angebrachte Gedenktafel an der Villa

Neben der Würdigung des immateriellen Erbes am künstlerischen Werk von Mary Wigman als Pionierin des Deutschen Ausdruckstanzes mit weltweiter Ausstrahlung erhielt das Gebäude-Ensemble in seinem äußeren Erscheinungsbild wie auch der inneren Ausgestaltung den Denkmalschutzstatus.
Im Januar 2024 verlieh das Landesamt für Denkmalpflege Sachsen der Villa Wigman den Status als „Kulturgut nationaler Bedeutung“. In seiner Stellungnahme hieß es: „Von der Bautzner Straße 107 in Dresden als Wirkungsstätte Mary Wigmans hat vor rund 100 Jahren der deutsche moderne Tanz, der Ausdruckstanz, seinen Weg in die ganze Welt genommen. Das Weltzentrum des Tanzes, das die Wigman-Schule einmal war, ist ein Erbe, dessen Erhalt eine nationale Aufgabe darstellt. … Die hier zu beurteilende Gebäudegruppe erinnert mit Mary Wigman an eine nicht nur deutschlandweit bekannte Künstlerin, sondern auch an eine Weltkünstlerin und ist damit nicht nur national, sondern auch international von Bedeutung. Umbau und Erweiterung sind auf Veranlassung der Tänzerin, Choreografin und Tanzpädagogin umgesetzt worden. Damit hat sich die Anwesenheit von Wigman in der einstigen Schule auch vergegenständlicht.“

## Architektur

### Erbauungszeit bis 1945
Das Ensemble der Villa Wigman gliedert sich in drei miteinander verbundene Gebäudeteile – die straßenseitige Stadtvilla von 1856, den eingeschossigen Zwischenbau als Verbindungsbau und das Saalgebäude.

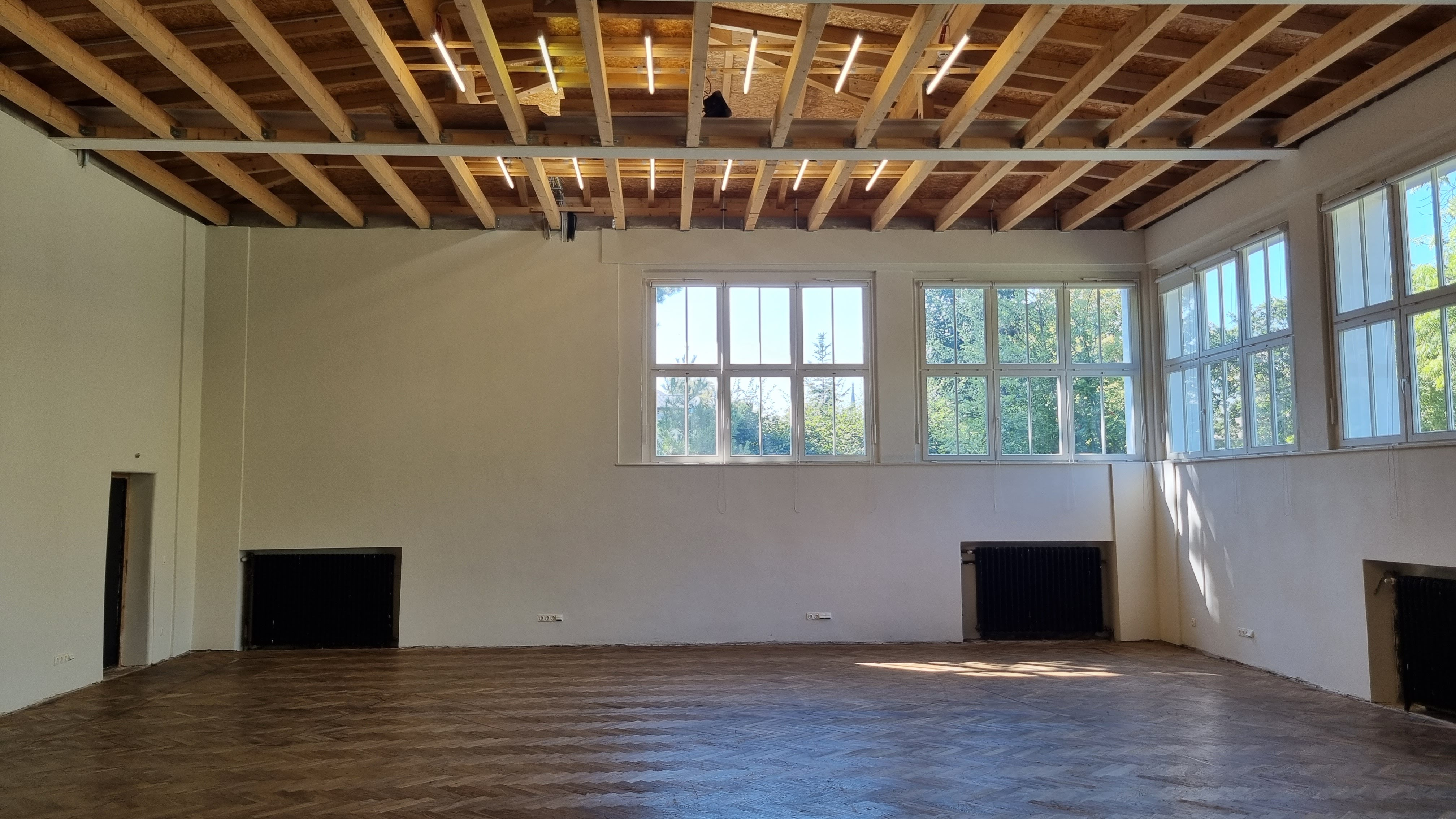
Großer Saal (2023)

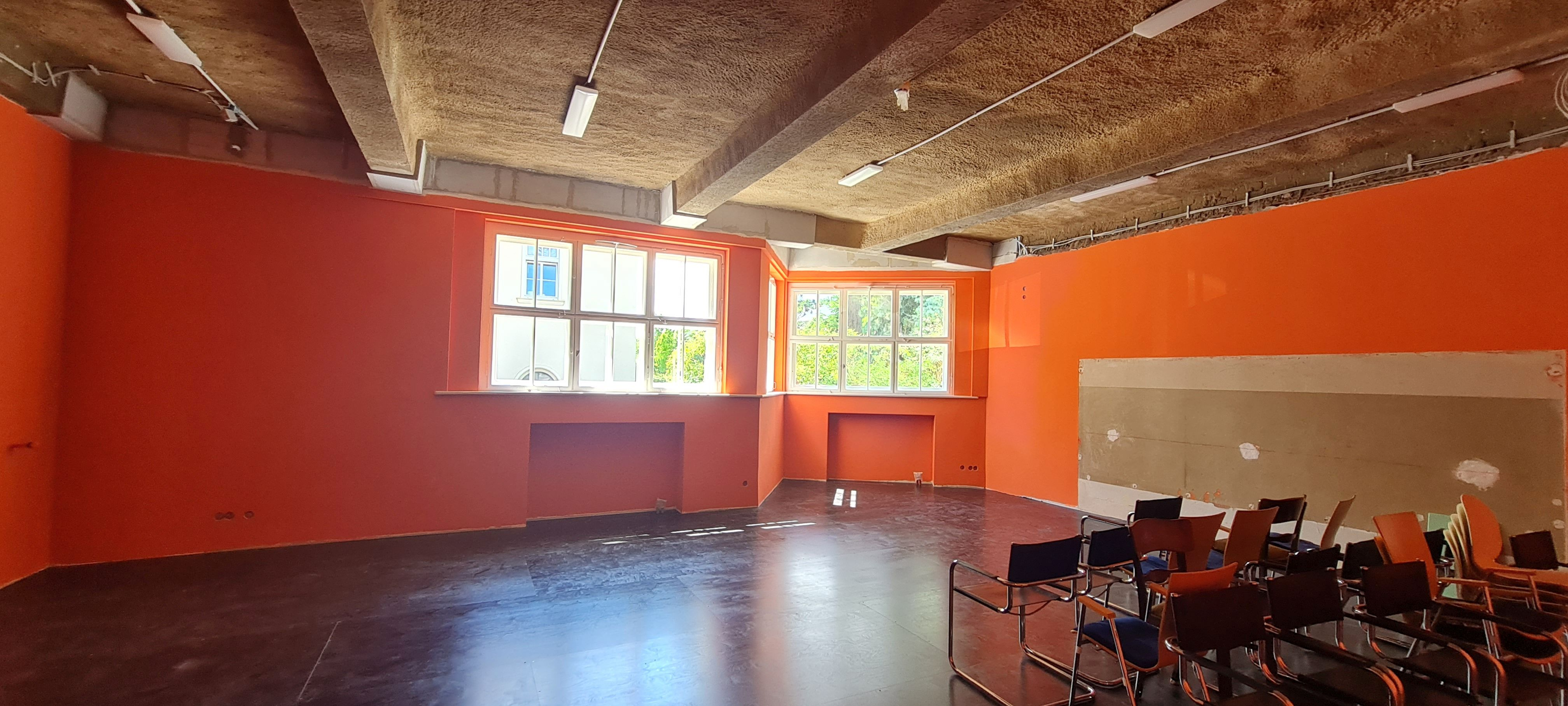
Roter Saal (2024)

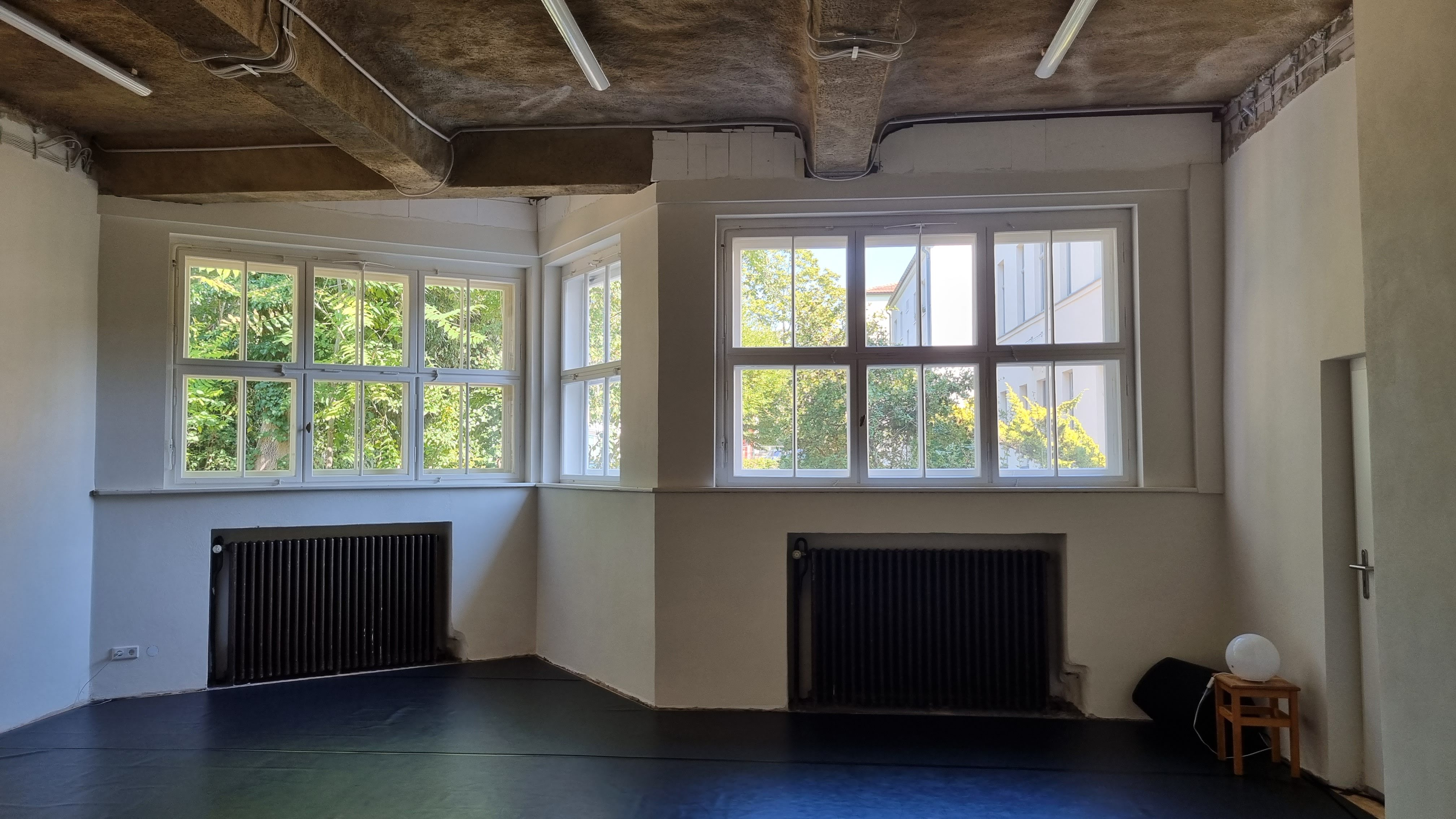
Kleiner Saal (2023)

Verbindungsbau und Saalgebäude wurden einschließlich der Planungsphase von 1926/1927 im Stil der klassischen Moderne von dem Dresdener Architekten und Baumeister Otto Geiler († 2. Juli 1971 in Kirchhain) errichtet. Im Frühjahr 1927 erhielt Geiler den Bauauftrag, Mitte Mai wurde mit den Erdarbeiten begonnen. Am 20. September 1927 konnten die neuen Räume dem Schulbetrieb übergeben werden.
Im Inneren befinden sich die drei Säle (Gelber Saal = Großer Saal, Roter Saal und Kleiner Saal) mit verbindendem Gang und weitere Räume. Sie erscheinen sowohl außen als auch innen einfach und funktional gestaltet. Lediglich an den Längsseiten kragen expressionistisch anmutende Bauteile hervor, die den Roten Saal im Westen und den Kleinen Saal im Osten spitz markieren. Große Atelierfenster beleuchten die Säle. Die kleineren werden von einem Flachdach abgeschlossen, während der große Saal wieder ein äußerst flaches Walmdach erhielt. Das sehr flache Walmdach sollte ein Flachdach entsprechend der Typik der Zeit imitieren.
Die ursprünglich historistische Villa, ein Putzbau mit aufwendiger Fassadengestaltung, Walmdach, Risalit und mittigem Eingang, ließ Wigman nach ihren Bedürfnissen umbauen. Nach dem Auszug der letzten Mieter im Parterre zum 1. Januar 1927 erhielt die Villa eine dem Charakter der Zeit entsprechende Umgestaltung, mit zum Teil neuen Fensterformaten. Die Fassade wurde entstuckt. Es entstanden Garderoben, Bäder, ein Sekretariat, Lehrerzimmer, eine Privatwohnung für Mary Wigman und anderes. Das Arbeits- und Wohnzimmer Wigmans lag zur Bautzner Straße. Dessen Wände waren teilweise goldfarben tapeziert, teilweise schwarz gestrichen, die Vorhänge und Fensterrahmen schwarz, das Schlafzimmer in mattem Silber, mit roten Möbeln. Das Esszimmer war ganz rot gestrichen. Neben dem Badezimmer gab es ein Empfangszimmer, auf Wunsch von Wigman rosa gestrichen. An die Wohnung angeschlossen war ein kleiner Dachgarten. Dem Architekten gelang ein für die Stadt früher Anschluss an die Formensprache der aufkeimenden Moderne mit dem noch sichtbaren Einfluss des Expressionismus. In den 1930er Jahren erhielt die Villa einen vereinfachten, glatten Fassadenputz.
Mary Wigman erinnert sich später in einem Gespräch zur Farbigkeit einiger Räumlichkeiten: „Als erstes mußte dort alles gestrichen werden. Und da wir damals in der expressionistischen Zeit lebten, war es selbstverständlich, daß mein Farbbedürfnis befriedigt wurde. Also, der Übungssaal, der in dem Haus war: knallrot! Wände, Decke, Türen, nur der Fußboden nicht, alles knallrot! … mein Schlafzimmer gold … Schwarz mit Gold.“

### 1945 bis 1990
Am 13. Februar 1945 wurde insbesondere der Saalanbau durch einen Bombeneinschlag in der Nachbarschaft stark beschädigt. Das Dach brannte völlig aus. Es stand wohl auch in den 1950er Jahren noch einige Zeit offen, in dieser Zeit wurden dort sogar Tiere gehalten.
Außer der zwischenzeitlichen Veränderung des Abschlusses über dem großen Saal als Satteldach blieben nach 1945 alle wesentlichen baugestalterischen Elemente am Erweiterungstrakt erhalten. Die versachlichte Villa trägt noch heute ein Walmdach.

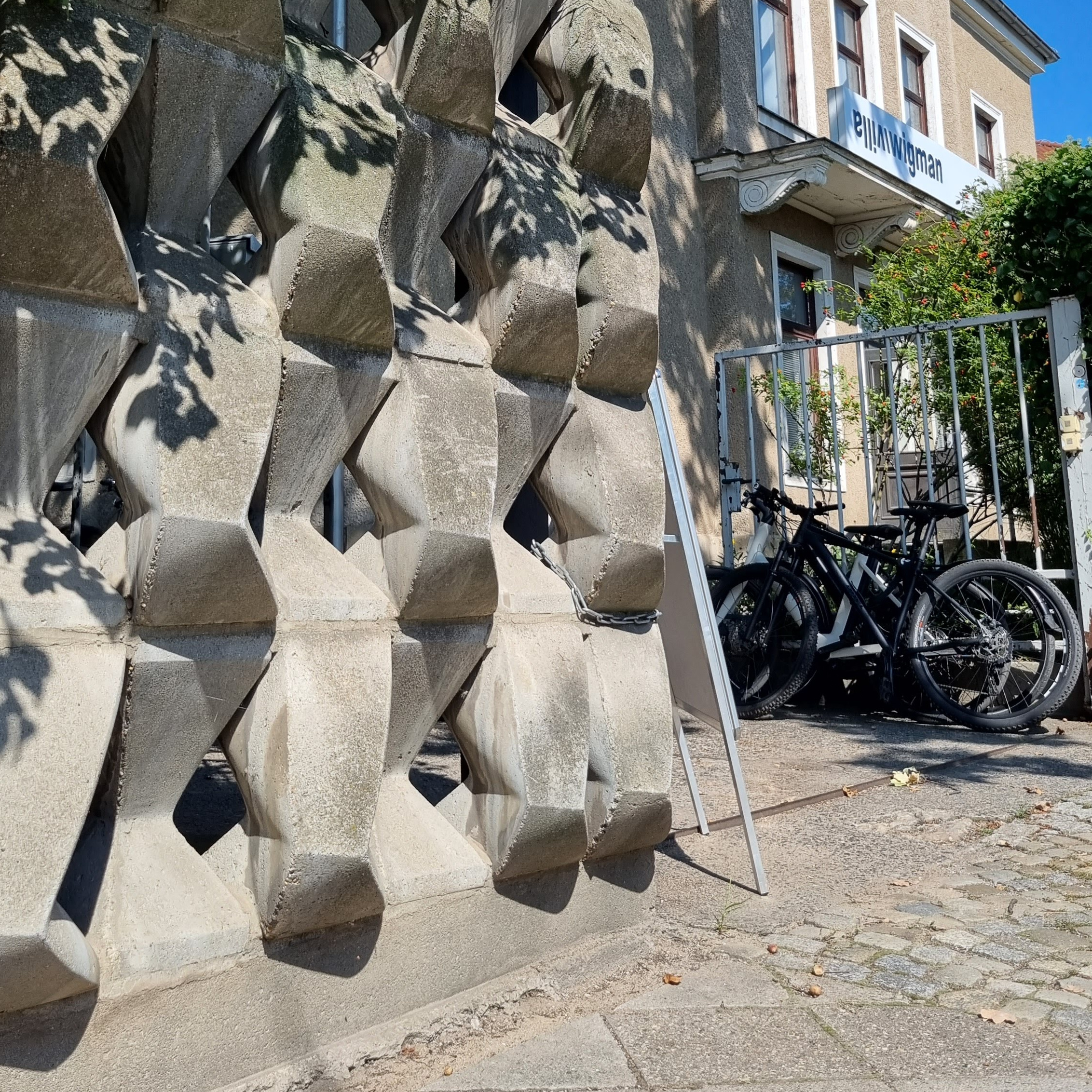
Betonformsteinwand

Teil des Ensembles ist auch eine Einfriedung an der Vorderseite der Villa und eine Mauer an der Rückseite zur Radeberger Straße. Die alte Einfriedung wurde
während der DDR-Zeit durch Betonformsteinwände ersetzt, die auch erhaltenswert sind.

### Sanierung ab 2021

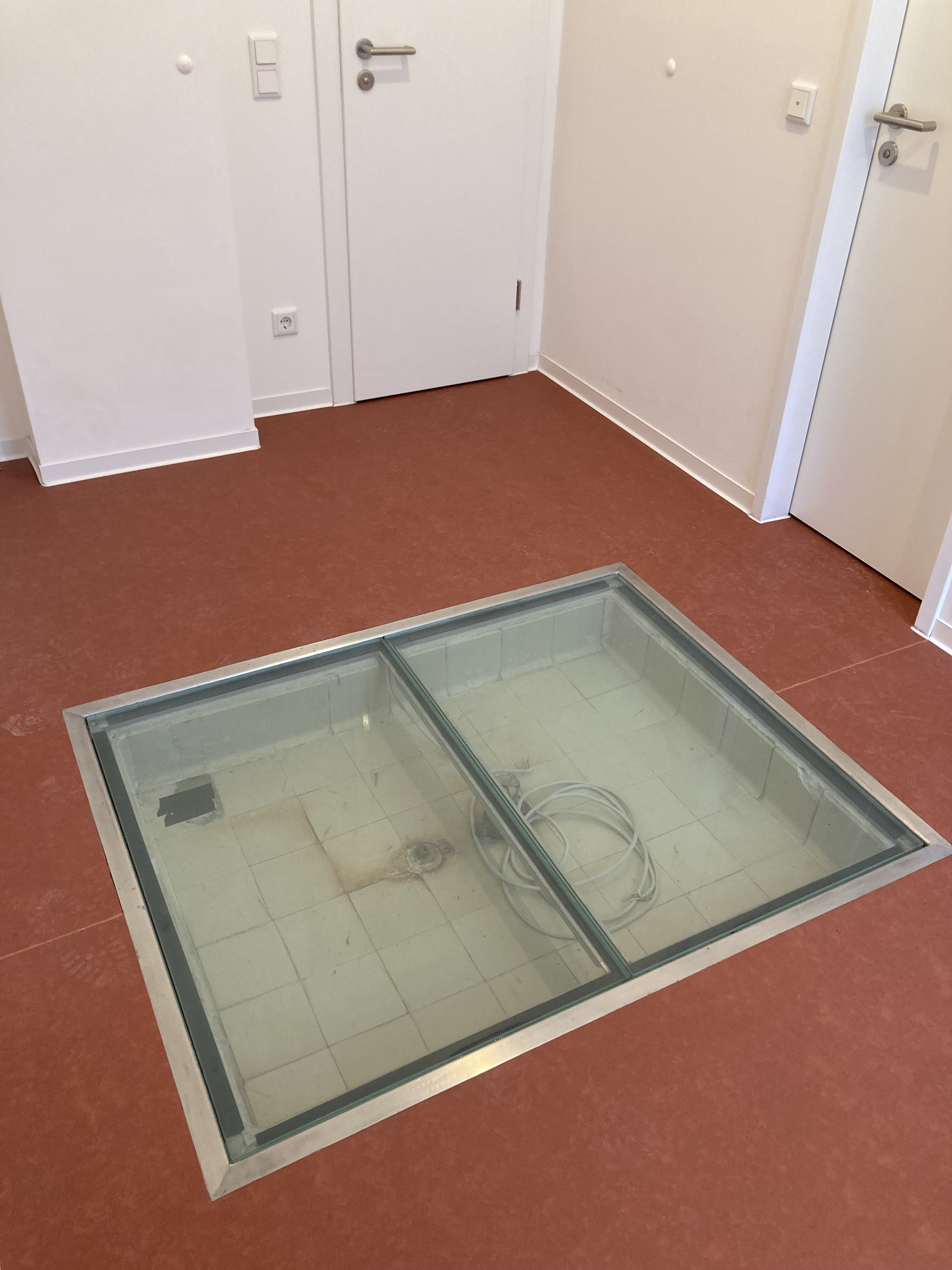
Freigelegtes Fußwaschbecken aus der Wigman-Zeit

Zwischen Oktober und Dezember 2021 wurden die Innenwände des sogenannten Gelben Saals saniert. Eingeschlossen waren dabei – nach Abbruch der Sockelbekleidung und unbrauchbarer Technikkonstruktionen – die Säuberung und Ausbesserung der Wandflächen, die Deinstallation veralteter Elektrik und das partielle Abfräsen bestehender Wandfarbe. Anschließend wurden die Wände, die Fenster- und Türlaibungen sowie die Heizkörpernischen mit einer mineralischen Innendämmung und einem neuen Farbanstrich versehen. Dieser wurde denkmalgerecht abgestimmt und soll den ehemaligen Gelben Saal von 1927 wieder erlebbar machen. Die Innensanierung war dringend erforderlich, um den bauklimatischen Anforderungen zu entsprechen. Im Zuge der Sanierung der Innenwände wurden 2000 Meter Strom- und 1000 Meter Netzwerkkabel verlegt.
Ab September 2022 erfolgte die Sanierung des maroden Zwischendachs. Durch ein zu geringes Gefälle und eine Aufwölbung der Dachhaut an den Traufen floss das Wasser nicht mehr ab. Außerdem führten Schäden durch mechanische und witterungsbedingte Einflüsse in der abdeckenden Kunststofffolie zu Einregnungen, die Wasserschäden in den darunterliegenden Sälen zur Folge hatten. Im Zuge der notwendigen Dachsanierung wurde auch die erneute Herstellung einer Dachbegrünung nach historischem Vorbild aus der Zeit Mary Wigmans geplant. Zu Beginn der Sanierungsarbeiten stellte ein Baustofftechnisches Prüflabor fest, dass eine erhöhte Karbonatisierung des Betons sowie Korrosionsschädigungen der Armierung und Nichteinhaltung der Betonüberdeckung der Stähle eine aufwendige Betonsanierung der Decken zur Bauwerksertüchtigung notwendig machten. Neben der allgemeinen statischen Aufwertung erforderten insbesondere die Herstellung einer Dachbegrünung und die damit verbundene Belastung eine Verstärkung der Rohdecke. So machten vor allem die heutigen Anforderungen an die Statik und den Brandschutz eine aufwendige Betonsanierung nötig. Weiter wurde der Schornstein aus den 1950er Jahren abgerissen, um das historische Erscheinungsbild von 1927 wieder herzustellen.
Zwischen Juli und September 2023 wurden die Fassaden des Zwischenbaus saniert. Der marode Putz wurde abgeschlagen, Risse ausgebessert, Elektroleitungen verlegt und ein mineralischer Wärmedämmputz aufgebracht. Ende August 2023 begannen Maler- und Dachklempnerarbeiten. Außerdem konnten im Zuge der Sanierung die stark beschädigten Fenstergesimse von 1927 wieder hergestellt werden. Für diese Sanierungsmaßnahme konnte erstmals die Deutsche Stiftung Denkmalschutz als Förderer gewonnen werden. Gemeinsam mit der Unterstützung durch die Hermann-Reemtsma-Stiftung war es möglich, einen weiteren Schritt in der denkmalgerechten Erhaltung und künstlerisch lebendigen Gestaltung des tanzhistorisch wertvollen Ortes zu gehen.
Im zweiten Halbjahr 2023 konnten insgesamt zwanzig Außenleuchten (sowie Ersatz) nach historischem Vorbild erworben und eingebaut werden.

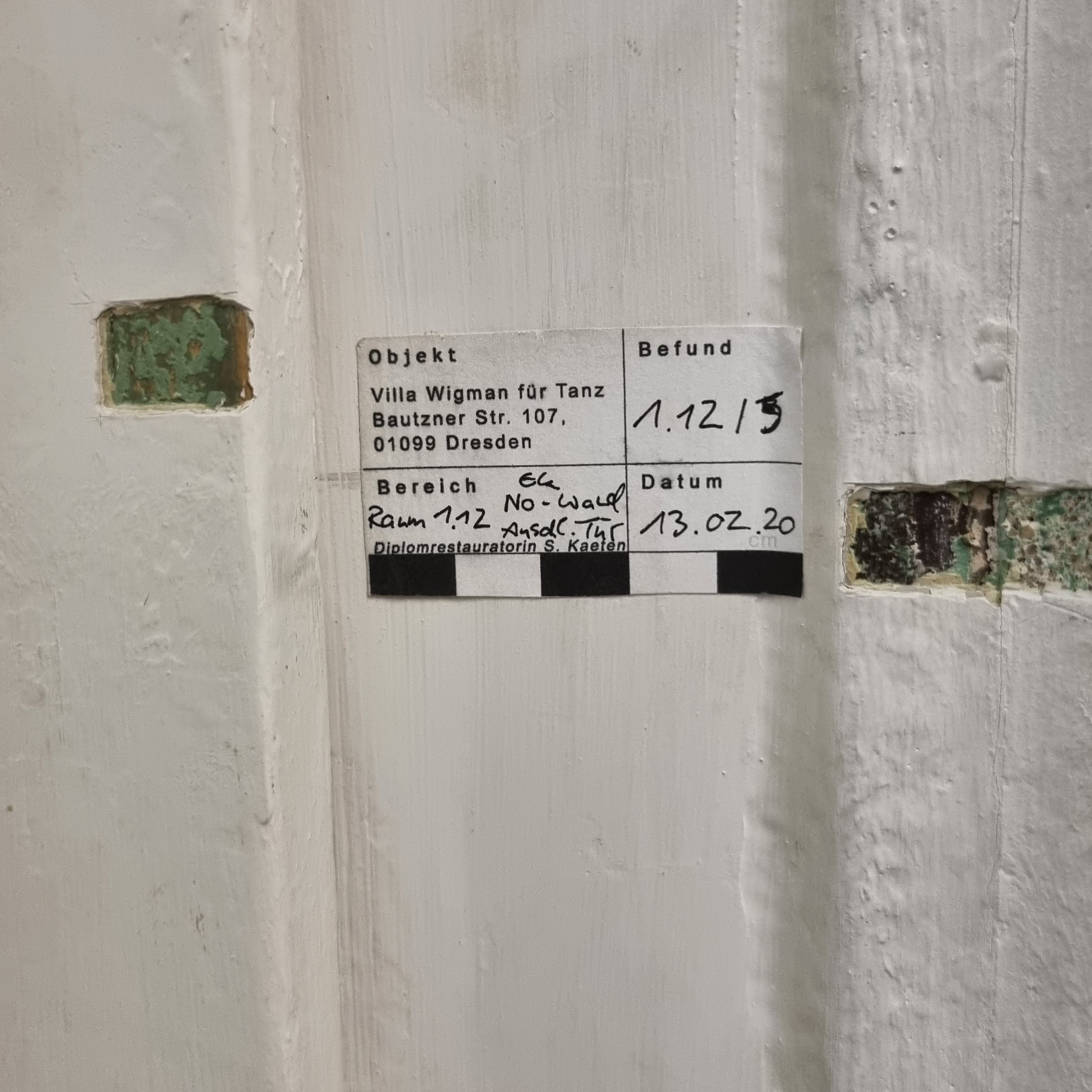
Farbbefunde während der Sanierung (2022)

Ab dem 15. Dezember 2023 wurden in der Villa Wigman die Innenwände und der Fußboden des sogenannten Roten Saals saniert. Dabei wurde der gesamte Fußboden abgebrochen, vom Keller aus neu aufgebaut und anschließend mit Fußbodenheizung und Schwingboden versehen. Weiter wurde der marode Putz der Innenwände ausgebessert, ein mineralischer Putz aufgebracht, Leitungen neu verlegt und ein Farbanstrich aufgetragen, der den historisch roten Farbton wieder erlebbar macht. Dafür wurden partielle Flächen restauratorisch aufgearbeitet.